# Ahmed Ben Bella
Mohamed Ahmed Ben Bella, alžirski politik in državnik, * 25. december 1916, Maghnia, Alžirija, † 11. april 2012, Alžir.
Vodil je alžirski boj za neodvisnost od Francije. Po tistem je bil predsednik Alžirije (1962–1965) in predsednik vlade Alžirije (1962–1963), dokler ga ni v državnem udaru strmoglavila vojska.